# Felicia cymbalariae
Felicia cymbalariae là một loài thực vật có hoa trong họ Cúc. Loài này được (Aiton) Bolus & Wolley-Dod ex Adamson & T.M.Salter mô tả khoa học đầu tiên năm 1950.